# Saskatchewan Party
Die Saskatchewan Party (frz. Parti saskatchewanais) ist eine konservative Partei in der kanadischen Provinz Saskatchewan. Sie entstand 1997 aus dem Zusammenschluss ehemaliger Mitglieder der Progressive Conservative Party und der Liberal Party. In der Legislativversammlung von Saskatchewan ist die Partei mit 34 von 61 Sitzen vertreten und stellt die Regierung. Der Parteivorsitzende Scott Moe ist gleichzeitig Premierminister der Provinz.

## Geschichte
In den 1980er Jahren bildeten die Progressiv-Konservativen die Provinzregierung. Ein rekordhohes Defizit und allgemeine Unzufriedenheit führten jedoch 1991 zum überragenden Wahlsieg der sozialdemokratischen NDP. Die Aufdeckung von Korruptionsskandalen schwächte die Position der Progressiv-Konservativen weiter. Als diese und auch die Liberalen bei den Wahlen 1995 enttäuschend abschnitten, entstand unter Mitgliedern beider Parteien der Wunsch nach einer konkurrenzfähigen Alternative rechts der Mitte.
Je vier ehemals progressiv-konservative und liberale Abgeordnete gründeten 1997 die Saskatchewan Party. Dies führte aber nicht zu einem formellen Zusammenschluss beider Parteien. Zwar traten die meisten Progressiv-Konservativen der neuen Gruppierung bei, ihre alte Partei wurde jedoch nicht aufgelöst. Sie verfügt weiterhin über beträchtliche Vermögenswerte, die aber bei einer Auflösung an die Provinzregierung zurückfallen würden. Um dies zu verhindern, stellt sie weiterhin pro forma Kandidaten auf, die keinerlei Wahlchancen haben. Angesichts des Übergewichts der Konservativen (nur wenige Liberale traten über) vermuteten politische Gegner, diese versuchten sich lediglich von den Korruptionsskandalen zu distanzieren.
1999 trat die Saskatchewan Party erstmals zu den Wahlen zur Legislativversammlung an und erreichte aus dem Stand einen Wähleranteil von knapp 40 %, was aber nicht ausreichte, um die NDP zu verdrängen. Vier Jahre später wichen die Wahlergebnisse nur unwesentlich ab. 2004 übernahm Brad Wall den Parteivorsitz. Unter seiner Führung gab die Partei verschiedene neoliberale Positionen auf und bewegte sich zur Mitte des politischen Spektrums hin. Dieser Richtungswechsel zahlte sich bei den Wahlen 2007 aus. Die Saskatchewan Party errang mehr als 50 % der Stimmen und Wall wurde neuer Premierminister.

## Wahlergebnisse
Ergebnisse bei den Wahlen zur Legislativversammlung:
| Wahl | Sitze total | Kandi- daten | Gew. Sitze | Stimmen | Anteil  |
| ---- | ----------- | ------------ | ---------- | ------- | ------- |
| 1999 | 58          | 58           | 25         | 160.603 | 39,61 % |
| 2003 | 58          | 58           | 28         | 168.144 | 39,95 % |
| 2007 | 58          | 57           | 38         | 230.671 | 50,92 % |
| 2011 | 58          | 58           | 49         | 254.997 | 64,21 % |
| 2016 | 61          | 61           | 51         | 270.776 | 62,53 % |
| 2020 | 61          | 61           | 48         | 269.996 | 61,12 % |
| 2024 | 61          | 61           | 34         | 244.037 | 52,3 %  |

## Parteivorsitzende
| Name            | Vorsitz   | Premier   |
| --------------- | --------- | --------- |
| Ken Krawetz     | 1997–1998 |           |
| Elwin Hermanson | 1998–2004 |           |
| Brad Wall       | 2004–2018 | 2007–2018 |
| Scott Moe       | seit 2018 | seit 2018 |